# Le Jeu du ring
Le Jeu du ring (titre original : The Game) est un roman de Jack London paru d'abord en pré-publication dans le Metropolitan Magazine en avril 1905 puis en volume en juin de la même année.
Boxeur lui-même, Jack London a écrit deux romans sur la boxe : Le Jeu du ring et La Brute des cavernes (The Abysmal Brute), ainsi que deux nouvelles : Le Bifteck (A Piece of Steak) et Pour la révolution mexicaine (The Mexican).

## Résumé
Joe Fleming gagne sa vie en fabriquant des voiles et soutient financièrement sa mère et ses sœurs. Pour augmenter ses revenus, il prend part à des combats de boxe dans des clubs. Or il doit se marier à Geneviève, qui travaille dans la confiserie des Silverstein. Joe accepte d'abandonner "le jeu" mais demande à Geneviève d'assister à son dernier combat, la veille de leur mariage. La jeune femme accepte à contrecœur...

## Éditions

### Éditions en anglais
- The Game, dans le Metropolitan Magazine, avril-mai 1905.
- The Game, un volume chez The Macmillan Co, juin 1905.

### Traductions en français
- Le Jeu du ring, traduit par Paul Gruyer & Louis Postif, dans Les Œuvres Libres, no 71, périodique, le 3 décembre 1926.
- Le Jeu du ring, traduit par Paul Gruyer & Louis Postif, Georges Crès & Cie, 1928.
- Le Jeu du ring, traduit par Paul Gruyer & Louis Postif, 10/18, 1977.
- Le Jeu du ring, traduit par Paul Gruyer & Louis Postif, in Épisodes de la lutte quotidienne, Bouquins, Robert Laffont, 1990.
- Pour cent dollars de plus, traduit par Denis Authier, Allia, 2001[1].
- L'Enjeu, traduit par Noël Mauberret, in Sur le ring, recueil, Phébus, 2002.

## Sources
- (en) Jack London's Works by Date of Composition
- « Bibliographie de Jack London », sur jack-london.fr (consulté le 26 février 2024)